# 白世凤
白世凤（又译白世峰，1938年—）、朝鮮民主主義人民共和国（北朝鮮）政治人物。朝鮮人民軍军衔为上将。
白世鳳属于金正日的次子金正哲一派，他在2003年8月当选为朝鲜最高人民会议代议员，一个月后，当选为国防委员。
白世凤任朝鲜劳动党軍需工業部第二经济委員会委員長，负责核武器、火箭和弹道导弹的实际制造工作。他与軍需工業部责任书记朴道春、機械工業部部長朱奎昌合称 朝鲜“火箭三人组”。据韩国情报部门的消息，朴道春全权负责朝鲜火箭项目，朱奎昌负责朝鲜导弹生产，白世峰负责火箭实际制造。2012年4月13日朝鲜火箭发射“光明星3号”卫星失败后，外国媒体称朝鲜负责火箭发射的执行人员将会被送往劳改营。但在两天后的4月15日朝鲜人民军阅兵式上，朴道春、朱奎昌、白石峰身穿军装出现在金正恩身边。此前，在光明星3号发射当天举行的朝鲜第十二届最高人民会议五次会议上，他们连任国防委员会委员。
2013年12月张成泽被肃清後，白世峰作为国防委員缺席金国泰的国葬和金正日逝世2周年追悼会，NHK報道称白与張关系密切，可能将逃亡国外。韓国政府则猜测白世峰自2012年就处于引退状態，张成泽被处决后可能会逃亡国外。
2014年3月朝鲜举行第13届最高人民会議代議員选举，白世峰出现在当选代議員名单上，同年4月9日的第13届最高人民会議第1次会議上不再担任国防委員会委員，赵春龙接替他任新的国防委員和軍需工業部第二经济委員会委員長。

## 脚注
1. ↑  イ・ヨンジョン 「金正哲氏は金正日総書記の後継者か…中国は会ったのか」 中央日報、2005年11月23日。
2. ↑  “北ミサイル3人組”、空中爆発問責は免除…金正恩、「仁徳」政治アピールか （页面存档备份，存于） 中央日報 2012年4月17日
3. ↑  北朝鮮メディア、国防委員全員の顔写真を初公開 （页面存档备份，存于） 聨合ニュース 2009年4月16日
4. ↑  箱田哲也 「国防委に金総書記の側近ぞくぞく 北朝鮮最高人民会議 （页面存档备份，存于）」 asahi.com、2009年4月11日。
5. ↑  北朝鮮高官 糾弾恐れ逃亡か 的存檔，存档日期2013-12-19. NHK 2013年12月19日閲覧
6. ↑  後を絶たない張成沢の側近亡命説...政府「事実ではない " （页面存档备份，存于） SBS 2013年12月20日
7. ↑  投票率99.97%、当選議員の55%が新顔 （页面存档备份，存于） 朝鮮日報 2014年3月12日
8. ↑  최룡해, 장성택 자리 메우고 명실상부한 '北 2인자'로 （页面存档备份，存于） 朝鮮日報　2014年4月10日